# Augochloropsis mesomelas
Augochloropsis mesomelas là một loài Hymenoptera trong họ Halictidae. Loài này được Vachal mô tả khoa học năm 1904.